# Elachisoma aterrimum
Elachisoma aterrimum – gatunek muchówki z rodziny Sphaeroceridae i podrodziny Limosininae.
Gatunek ten opisany został w 1836 roku przez Alexandra Henry’ego Halidaya jako Borborus aterrimum.
Muchówka o ciele długości od 0,5 do 0,75 mm. Tułów jej cechuje się nagą tarczką ze szczecinkami tylko wzdłuż tylnego brzegu. Skrzydła mają szczecinki na pierwszym sektorze żyłki kostalnej co najwyżej dwukrotnie dłuższe niż na drugim jej sektorze. Liczba ustawionych pod kątem prostym do powierzchni skrzydła szczecinek na tej żyłce jest nie mniejsza niż cztery. Użyłkowanie odznacza się prostą lub prawie prostą żyłką radialną R4+5 oraz odległością między przednią i tylną żyłką poprzeczną mniejszą niż długość tej ostatniej. Środkowa para odnóży ma pierwszy człon stopy pozbawiony długiej szczecinki na spodzie, a goleń z jedną szczecinką grzbietową. Tylna para odnóży nie ma przedwierzchołkowych szczecinek ani kolców po spodniej stronie goleni. Stopy wszystkich odnóży są krótkie i szerokie. Odwłok jest niespłaszczony i niepunktowany, u samca bez kępek włosków po bokach piątego segmentu, a u samicy z włosowatymi szczecinkami na szczytach przysadek odwłokowych.
Owad znany z Hiszpanii, Irlandii, Wielkiej Brytanii, Belgii, Holandii, Niemiec, Danii, Szwecji, Finlandii, Szwajcarii, Austrii, Włoch, Polski, Litwy, Czech, Słowacji, Węgier, Rumunii, Bułgarii, Malty, północnoeuropejskiej części Rosji, Cypru, Afryki Północnej, Makaronezji i nearktycznej Ameryki Północnej.